# 中国戏曲学院
中国戏曲学院（英语：National Academy of Chinese Theatre Arts），简称中戏或国戏，是中华人民共和国唯一的戏曲专业大学，位于中华人民共和国北京市，是中国戏曲教育的最高学府。

## 校史
建于1950年，由中华人民共和国文化部所管辖，初称文化部戏曲改进局戏曲实验学校。1955年，定名为中国戏曲学校。1978年，升格为大学、并更名为中国戏曲学院。1985年，将原来的附属专业中学部改为中国戏曲学院附属中等戏曲学校。
初期位于东城区草垛胡同，后来迁入宣武区里仁街。2000年后校园位于西二环路菜户营立交桥、西三环丽泽桥之间。学院总占地面积5.43万平方米，总建筑面积9.6万平方米，于1998－1999年建成。目前拥有大、小剧场、黑匣子剧场、影视制作中心、录音棚、体育馆等教学实践实习场所。
目前是中华人民共和国文化部与北京市共建大学，设京剧系、表演系、音乐系、戏曲文学系、导演系、舞台美术系、新媒体艺术系、国际文化交流系。以全日制本科教育为主，有本科和1995年开始的硕士研究生部。在校学生约2200人，教师职工约300人（其中教授20人，副教授39人）。

## 历任领导

### 中国戏曲学校校长
- 田汉
- 王瑶卿
- 晏甬
- 萧长华

### 中国戏曲学院院长
- 史若虚
- 王荣增
- 俞琳
- 朱文相
- 周育德
- 杜长胜

## 知名校友
- 刘云天，相声演员
- 賈懷胤，京劇演員，現在在麒麟劇社工作
- 何盛东，中国大陆演员、模特。
- 李仙花，廣東漢劇演員，現在是廣東漢劇院院長（2001年起）。
- 李胜素，国家京剧院梅派演员
- 李树建，豫剧一级演员
- 马少敏，甘肃省著名京剧演员
- 馬雅舒，中国大陆女演员
- 斯琴高丽，中国大陆女艺人
- 屠洪刚，中国大陆著名男歌手
- 王蓉蓉，中国大陆京剧女演员
- 于魁智，中国大陆京剧男演员
- 章诒和，中国大陆女作家
- 董勇，中国大陆男演员
- 石山雄太（日语：石山雄太），中国戏曲学院畢業生。京劇界的日本人俳優
- 許魏洲，中国大陆男演员、歌手
- 牛骏峰，中国大陆男演员
- 鄭業成，中國大陸男演員，中國戲曲學院京劇表演專業畢業
- 姚峻哲，中國大陸男演員
- 王子（艺名：王子歌），中国大陆女歌手，京剧女演员。
- 張火丁，中国大陆著名京剧女演员，程派传人

## 交通
- 北京地铁14号线丽泽商务区站D出口[1]